# NGC 4555
NGC 4555 es una galaxia elíptica en la constelación de Coma Berenices de magnitud aparente 13,1, descubierta por William Herschel en 1785. Es una galaxia de gran tamaño, con un diámetro de 125.000 años luz, y se encuentra aislada, no formando parte de ningún grupo ni cúmulo de galaxias. 
La importancia de esta galaxia radica en las observaciones llevadas a cabo por el Observatorio de rayos X Chandra, que muestran que está envuelta en una nube de gas caliente de unos 400.000 años luz de diámetro. La gravedad de las estrellas de la galaxia no es suficiente para retener la nube de gas, siendo necesaria la existencia de un halo con una gran cantidad de materia oscura. La masa de materia oscura necesaria para retener el gas es unas diez veces mayor que la masa total de las estrellas.
Las grandes galaxias elípticas suelen formar parte de agrupaciones galácticas, en donde existe pérdida o ganancia de materia oscura por colisiones, siendo difícil conocer la cantidad de materia oscura que tenían en un principio. Las observaciones llevadas a cabo en NGC 4555 indican que una galaxia aislada posee materia oscura por sí misma.